# 汐見ゆかり
汐見 ゆかり（しおみ ゆかり、1981年3月7日 - ）は、岡山県出身のファッションモデル、女優。ディケイド所属。血液型A型、身長163cm。2007年に汐見由香理（読みは同じ）から改名した。本名は塩見由香理（読みは同じ）。

## 人物
- 雑誌『美的』、『VoCE』、『BAILA』、『CREA』などでモデルを務める。
- 趣味はスノーボード、ドライブ、音楽鑑賞など。インテリアコーディネイトも挙げている。オフの日は渋谷や恵比寿、代官山などのショップをチェックしているらしい。今後は新たに乗馬に挑戦してみるとのこと。
- 特技はダンス、アクセサリー作り。
- 好きな色は白。
- 顔立ちからハーフに間違われることもあるが、生粋の日本人である。

## 出演

### CM
- カネボウ「freeplus(フリープラス)」（2005年 - ）
- 日産自動車「モコ」
  - 『SHOP WINDOW篇』（2006年2月2日 - ）
  - 『KISS篇』（2006年3月26日 - ）
- キャドバリー・ジャパン「CloretsXP(クロレッツエックスピー)」（2006年）
- TDK 『映像・音楽を伝えるモノたち編』(2006年12月29日 - 2007年1月14日) 期間・エリア限定放送。映像・音楽を楽しんでいるごく普通の若い女性のライフスタイルを表現する際に、自然でありながら、存在感を出せるキャラクターとして汐見を起用したとのこと。
  - 『映像を伝えるモノたち編』：黒いスーツ姿の男性たちが次々に電子部品名を名乗る。そのそばにテレビで映画を観ている女性。やがて感動した女性が涙を流す。それを見て男性（電子部品）の一人が思わずもらい泣きする。
  - 『音楽を伝えるモノたち編』：ヘッドホンを耳にジョギングする女性。その後を、黒いスーツ姿の男性たちが次々に電子部品名を名乗りながらついていく。やがて丘の上にたどり着いた女性は、ヘッドホンからの音楽に聞き入る。それを見守る男性たち（電子部品）が満足げに微笑む。

### テレビドラマ
- ケータイ捜査官7（2008年、テレビ東京） - ナンシー役
- 探偵Xからの挑戦状!「赤目荘の惨劇」（2009年、NHK総合テレビ）

### 映画
- 標的 TARGET（2009年）※Vシネマ
- THE CODE/暗号（2009年5月9日公開）- 暗号解読部員 役
- ナチュラル・ウーマン2010（2010年） - 諸凪花世 役
- ゴールデンスランバー（2010年1月30日） - 病院スタッフ 役
- パーマネント野ばら（2010年5月公開）
- 裁判長!ここは懲役4年でどうすか（2010年）- 木島被告 役
- 明日泣く（2011年） - キッコ 役
- ヘルタースケルター （2012年7月14日公開）
- Playback（2012年）

### 舞台
- ミステリア・ブッフ（2008年3月、ベニサンピット）
- エヴリデイ・エヴリナイト（2008年10月、深川江戸資料館小劇場）公式サイト
- エルダーソルジャーズ（2009年11月、東京グローブ座）